# Krokseltjärnarna (Arvidsjaurs socken, Lappland, 726369-163467)
Krokseltjärnarna är en sjö i Arvidsjaurs kommun i Lappland och ingår i Skellefteälvens huvudavrinningsområde. Sjön har en area på 0,098 kvadratkilometer och ligger 396,3 meter över havet.

## Delavrinningsområde
Krokseltjärnarna ingår i det delavrinningsområde (726305-163376) som SMHI kallar för Ovan VDRID = Norrbäcken i Skellefteälvens vattend*. Medelhöjden är 433 meter över havet och ytan är 50,23 kvadratkilometer. Räknas de 380 avrinningsområdena uppströms in blir den ackumulerade arean 6 857,12 kvadratkilometer. Avrinningsområdets utflöde Skellefteälven mynnar i havet. Avrinningsområdet består mestadels av skog (89 procent). Avrinningsområdet har 2,57 kvadratkilometer vattenytor vilket ger det en sjöprocent på 5,1 procent.